# Guy Di Giantommaso
Guy Di Giantommaso, né le 9 juillet 1953 à Avignon est un joueur français de volley-ball, ayant évolué à Grenoble, Montpellier, Avignon et Marseille.  Il est également international français et compte 200 sélections en Equipe de France.

## Biographie

### Carrière et palmarès en tant que joueur
Guy Di Giantommaso a joué à Grenoble lors de la saison 1972-1973, puis à Montpellier de 1973 à 1979, à Avignon lors de la saison 1979-1980 et à Marseille de 1980 à 1983. Il est sollicité par plusieurs clubs étrangers mais termine sa carrière de joueur à Montpellier lors de la saison 1984-1985. 
Il fut Champion de France en 1975 avec le MUC (Montpellier Université Club).
Classé dans le Top 5 des meilleurs passeurs mondiaux dans les années 75, il a été le passeur de l'Equipe de France de 1972 à 1979, et à ce titre il a participé à 3 Championnats d'Europe et à 2 Championnats du Monde. 
Il met un terme à sa carrière internationale à l'issue des Championnats d'Europe de 1979 organisés en France (4ème place). Malgré sa retraite internationale, il est appelé 6 ans plus tard pour préparer les Championnats du Monde de 1986 en France, il décline la sélection.

### Carrière et palmarès en tant qu'entraîneur
Après avoir entraîné plusieurs clubs de Nationale dont le SMUC (Stade Marseillais Université Club) en tant qu’entraîneur/joueur, il devient entraîneur du MUC en Pro A de 1990 à 1992 (Vice-Champion de France en 1992).
Il a entraîné le Pôle Espoirs de Montpellier de 1983 à 1985.
Il devient Entraîneur au CNVB (Centre National de Volley-Ball implanté au CREPS de Montpellier) de 1985 à 1990 et dirige l'Equipe de France Espoirs en 1985 et 1986, l'Equipe de France A' en 1987 puis l'Equipe de France Cadets en 1990.
Il quitte le CNVB et reprend l'entrainement du Pôle Espoirs de Montpellier de 1990 à 2012 (Lycée Joffre et CREPS de Montpellier).
Ponctuellement, il entraîne en 2014 l'Equipe de France de Beach des - 21 ans (Di Giantommaso Romain / Thiercy Maxime) qui termine médaille de bronze aux Championnats du Monde.

### Manager des Equipes de France de Beach
En fin de carrière professionnelle, il deviendra de 2012 à 2016 Manager des Equipes de France de Beach-Volley auprès de la Fédération Française de Volley-Ball.
En tant que professeur de Sport (Ministère de la jeunesse et des sports), il devient Conseiller Technique National.

### Publications
Durant sa carrière il a écrit 2 livres : Volley-Ball avec Michel Genson et  Beach-Volley avec Gilles Petit.

## Famille
Son fils Romain, né en 1994, a joué en Ligue A avec le Montpellier Volley Université Club de 2012 à 2016 et en Equipe de France de Beach-Volley de 2016 à 2019.
Palmarès en Beach : Quadruple Champion de France (2015, 2016, 2017, 2018), 3ème aux Championnats du Monde des - 21 ans (2014) et Vice-Champion d'Europe des - 22 ans (2015).